# 花巻南インターチェンジ
花巻南インターチェンジ（はなまきみなみインターチェンジ）は、岩手県花巻市上根子にある、東北自動車道のインターチェンジ。花巻市中心部への最寄りとなるインターチェンジ。
2017年（平成29年）12月1日より当IC - 盛岡南IC間（約30 km）が最高速度110 km/hの試行区間となり、2019年(平成31年)3月1日より120 km/hに引き上げのうえ試行が続けられ、2020年（令和2年）9月16日より正式に120 km/hとなった。最高速度120 km/hでの本格運用は全国初。

## 道路
- E4 東北自動車道（38-1番）

## 料金所
- ブース数：4

### 入口
- ブース数：2
  - ETC専用：1
  - 一般：1

### 出口
- ブース数：2
  - ETC専用：1
  - 一般：1

## 周辺
- 南花巻温泉峡
- 宮沢賢治記念館
- 花巻新渡戸記念館
- マルカン百貨店

## 隣
E4 東北自動車道
(38)北上江釣子IC - (38-0)花巻PA/SIC - (38-1)花巻南IC - (38-2)花巻JCT - (39)花巻IC